# Dorin Mircea Doroftei
Dorin Mircea Doroftei (n. 22 septembrie 1955, Timișoara) este un regizor român.

## Biografie
Dorin Mircea Doroftei, născut la Timișoara, în 1955, a absolvit secția de Regie Film – Televiziune a Institutului de Arta Teatrală și Cinematografică din București, în 1982 - clasa Prof. Univ. Gheorghe Vitanidis. După absolvire a lucrat la Studioul Cinematografic de la Buftea, ca asistent de regie și regizor secund (1982-1987).

### Asistent de regie
- 1982 - Dragostea și Revoluția (parțial); regia: Gheorghe Vitanidis - necreditat (?)
- 1983 - Misterele Bucureștilor (1983); regia: Doru Năstase
- 1984 - Ringul; regia: Sergiu Nicolaescu
- 1984 - Ziua Z; Regia: Sergiu Nicolaescu - parțial - necreditat (?)
- 1986 - Noi, cei din linia întâi; regia: Sergiu Nicolaescu

### Regizor secund
1983-1984 Eroii nu au vârstă (serial TV, episoadele 7-12) regia: Dan Mironescu
1986 - Domnișoara Aurica; regia: Șerban Marinescu

### Regizor
1987 - debut ca regizor cu filmul Nelu, pe un scenariu de Dumitru Radu Popescu, în urma unui concurs (de concepții regizorale). Filmul a participat, în 1988, la Festivalul Filmului pentru Tineret de la Costinești, Premiul « Opera Prima », ex-aequo cu regizorul Anghel Mora. Tot în 1988 a primit și « Premiul pentru debut » decernat de Asociația Cineaștilor din România (ACIN), pentru același film, de data aceasta, singur. În 1988 incepe pregătirea pentru un film artistic de lung metraj dedicat aviatorilor români din Primul Război Mondial - « Ultimul Zbor » (scenariul, George Bușecan); filmul este suspendat din motive financiare și... ideologie și nu mai este reluat. In 1989 realizează « Cenușa păsării din vis » - scenariu semnat tot de Dumitru Radu Popescu. Premiera, în toamna lui 1990. Urmează o perioadă de producții de film TV (pentru case de producție internaționale, posturi TV comerciale romanești si propriul studio de producție) și montarea unor spectacole de teatru, după care se orientează spre producție publicitară.

## Filmografie

### Film (regie)
Nelu (115 min) - producție 1987 (premiera, 1988); Scenariul Dumitru Radu Popescu. Producție casa de filme 4 - producător, Radu Stegăroiu, producător executiv, Marian Popescu.
Cenușa păsării din vis (94 min) - producție 1989 (premiera, 1990); Scenariul: Dumitru Radu Popescu - producător, Radu Stegăroiu, producători executivi, Marian Popescu și Oltea Munteanu
Coautor « Condamnați la fericire » - film documentar de lung metraj, început în 1989, odata cu filmările evenimentelor din București de după 22 decembrie, continuat in 1990 sub titlui « Calvarul », ca film de autor, suspendat în 1991 (in faza de montaj imagine finit). Materialul a fost preluat de casa de filme PROFILM, remontat și finalizat de Dinu Tănase (care a fost și producator), pe scenariul și comentariul lui Vladimir Tismăneanu. Creditat ca unul dintre colaboratori.

### Film TV (regie)
Behind golden doors (documentar TV, 52 min) - regia, semnată cu pseudonim (Andrew Novanski) - producție 1990 (premiera 1990) - prestație Studioul Cinematografic Bucuresti și Arhiva Națională de Filme pentru Strenghold International Productions (Olanda); producator executiv, Conrad Schoefter.

## Teatru (regie)
Cu ușile închise de Jean Paul Sartre - Teatrul G.A.Petculescu Reșița, 1992.
Vulpea și strugurii de Guilherme Figueiredo - Teatrul G.A. Petculescu, Reșița, 1993